# Franco Basaglia
Franco Basaglia (født 11. marts 1924 ; død 29. august 1980) var en italiensk psykiater, neurolog og professor, der foreslog at afvikle af de psykiatriske hospitaler, og som blev en pioner inden for moderne tanker om mental sundhed. Basaglia blev særligt kendt som grundlægger af den demokratiske psykiatri, og han betragtes ikke alene som den mest indflydelsesrige italienske psykiater fra det 20. århundrede, men også som en af historiens største psykiatere.
Basaglia var i sine tidlige år især inspireret af eksistentiel psykiatri, men senere blev han en de vigtigste repræsentanter for antipsykiatrien sammen med David Cooper. Basaglia accepterede ikke forestillingen om, at psykiske lidelser har biologiske årsager, og han så dem i stedet som socialt og kulturelt skabte problemer. Psykiatriens vigtigste opgave var derfor at hjælpe patienterne med at integrere sig i samfundet, i stedet for at medicinere eller tvangsindespærre dem. Basaglia bliver i dag set som en af de afgørende personer for udviklingen af recovery-tanken i psykiatrien.